# Hans-Jürgen Wittkamp
Hans-Jürgen Wittkamp (ur. 23 lipca 1947 w Gelsenkirchen) – niemiecki wszechstronny piłkarz grający na każdej pozycji z pola, trener.

## Kariera piłkarska
Hans-Jürgen Wittkamp karierę piłkarską rozpoczął w juniorach SpVgg Herten, w którym w 1965 roku przeszedł do profesjonalnej drużyny klubu, w którym występował do 1967 roku. Równocześnie uczył się zawodu urzędnika administracyjnego.
Następnie został zawodnikiem Schalke Gelsenkirchen, w którym w sezonie 1967/1968 (12 goli) oraz w sezonie 1968/1969 (7 goli) był najlepszym strzelcem klubu oraz dotarł do finału Pucharu Niemiec, w którym 14 czerwca 1969 roku na Waldstadion we Frankfurcie Królewsko-Niebiescy przegrali 2:1 z Beyernem Monachium. Po sezonie 1970/1971 odszedł z klubu.
Po odejściu z Schalke Gelsenkirchen został zawodnikiem Borussii Mönchengladbach, w którym występował na pozycji libero oraz odnosił największe sukcesy w swojej karierze piłkarskiej: trzykrotne mistrzostwo Niemiec (1975, 1976, 1977), dwukrotne wicemistrzostwo Niemiec (1974, 1978), 3. miejsce w Bundeslidze 1971/1972), Puchar Niemiec 1972/1973 – wygrana w finale 2:1 po dogrywce z FC Köln, 1974/1975 –  wygrana rywalizacja w finale z holenderskim Twente Enschede (0:0, 5:1), a także finał Pucharu UEFA 1972/1973 – przegrana rywalizacja z angielskim FC Liverpoolem (0:3, 2:0) oraz finał Pucharu Europy 1976/1977 – przegrana 3:1 w finale z angielskim FC Liverpoolem. W półfinale w meczu rewanżowym z sowieckim Dynamo Kijów (pierwszy mecz przegrana 0:1), po wysokim lobie z rzutu wolnego Rainera Bonhofa Wittkamp przebił się przez bramkę Biało-niebieskich pomimo faulu, jednak trafił w klatkę piersiową ostatniego stojącego na linii zawodnika Dynama Kijów. Po odbiciu z powrotem w polu karnym Wittkamp skierował piłkę plecami do bramki i tym samym zdobył gola na 2:0, ustalając tym samym wynik meczu oraz zapewniając awans do finału, który rozegrano 25 maja 1977 roku na Stadio Olimpico w Rzymie.
29 kwietnia 1978 roku wystąpił w meczu z Borussią Dortmund – meczu ostatniej kolejki Bundesligi 1977/1978, w którym Borussia Mönchengladbach wygrała z Borussią Dortmund aż 12:0, co jest najwyższym zwycięstwem w historii Bundesligi. Po sezonie 1977/1978 odszedł z klubu. Łącznie w Bundeslidze rozegrał 280 meczów, w których zdobył 58 goli.
Następnie został zawodnikiem klubu Oberligi Nadrenii Północnej-Westfalii – SpVgg Erkenschwick, z którym w sezonie 1979/1980 awansował do 2. Bundesligi, po spadku z niej w sezonie 1980/1981 odszedł z klubu i przeniósł się do FC Recklinghausen, w którym w 1982 roku zakończył piłkarską karierę.

### Skandal w Bundeslidze
W 1971 roku wybuchł skandal, gdyż okazało się, że kilku zawodników Schalke Gelsenkirchen zostało przekupionych w sezonie 1970/1971. Jednym z zawodników okazał się Wittkamp, w związku z czym został skazany przez sąd w Essen na karę grzywny w wysokości 2300 marek niemieckich, a 18 marca 1973 roku został zawieszony przez DFB do 28 lutego 1974 roku, jednak 25 czerwca 1973 roku otrzymał zezwolenie na ewentualną grę za granicą. 24 stycznia 1974 roku został ułaskawiony, jednak 21 lutego 1976 roku ponownie został zawieszony, tym razem do 24 marca 1976 roku oraz od 9 grudnia 1976 roku do 14 stycznia 1977 roku. Musiał także zapłacić 10 000 marek niemieckich na rzecz organizacji German Cancer Aid – działającej na rzecz walki z rakiem.

## Kariera trenerska
Hans-Jürgen Wittkamp po zakończeniu kariery piłkarskiej rozpoczął karierę trenerską. W latach 1985–1986 trenował SpVgg Erkenschwick.

## Sukcesy

### Zawodnicze
Schalke Gelsenkirchen
- Finał Pucharu Niemiec: 1969

Borussia Mönchengladbach
- Mistrzostwo Niemiec: 1975, 1976, 1977
- Wicemistrzostwo Niemiec: 1974, 1978
- 3. miejsce w Bundeslidze: 1972
- Puchar Niemiec: 1973
- Finał Pucharu Europy: 1977
- Puchar UEFA: 1975
- Finał Pucharu UEFA: 1973

SpVgg Erkenschwick
- Awans do 2. Bundesligi: 1980

## Po zakończeniu kariery
Hans-Jürgen Wittkamp po zakończeniu przygody z piłką nożną ponownie pracował w administracji. Najpierw pracował w urzędzie rejestracyjnym, potem w urzędzie ruchu drogowego, a później był urzędnikiem w urzędzie ochrony środowiska w zarządzie powiatu Recklinghausen. W 2004 roku przeszedł na emeryturę i od tego momentu mieszka wraz z żoną w dzielnicy Recklinghausen – Hochlar oraz na Majorce.